# The Big Bang Theory/Staffel 2
Die zweite Staffel der US-amerikanischen Sitcom The Big Bang Theory feierte ihre Premiere am 22. September 2008 auf dem Sender CBS. Das Finale wurde am 11. Mai 2009 gesendet. In Deutschland wurde die zweite Staffel vom 10. Oktober 2009 bis zum 19. Dezember 2009 auf ProSieben ausgestrahlt.

## Darsteller
| Rollenname                            | Schauspieler   |
| ------------------------------------- | -------------- |
| Dr. Leonard Leakey Hofstadter         | Johnny Galecki |
| Dr. Dr. Sheldon Lee Cooper            | Jim Parsons    |
| Penny                                 | Kaley Cuoco    |
| Howard Joel Wolowitz, M.Eng.          | Simon Helberg  |
| Dr. Rajesh „Raj“ Ramayan Koothrappali | Kunal Nayyar   |
| Dr. Leslie Winkle                     | Sara Gilbert   |

## Episoden
| Nr. (ges.) | Nr. (St.) | Deutscher Titel                | Originaltitel                       | Erstausstrahlung USA | Deutschsprachige Erstausstrahlung (D) | Regie           | Drehbuch                                                                      |
| --- | --------- | ------------------------------ | ----------------------------------- | -------------------- | ------------------------------------- | --------------- | ----------------------------------------------------------------------------- |
| 18 | 1         | Milch mit Valium               | The Bad Fish Paradigm               | 22. Sep. 2008        | 10. Okt. 2009                         | Mark Cendrowski | Steven Molaro & David Goetsch Idee: Bill Prady                                |
| Die Beziehung zwischen Penny und Leonard kühlt sich schnell wieder ab, als Penny den Eindruck bekommt, nicht gebildet genug für Leonard zu sein. Sie vertraut dies Sheldon an, der aber fortan ständig befürchtet, sich vor Leonard zu verraten, und deswegen beschließt, auszuziehen. Aber weder Rajesh noch Howard können ihn als neuen Mitbewohner ertragen. Selbst Howards Versuch, ihn mit dem Valium seiner Mutter ruhigzustellen, schlägt fehl und er bringt Sheldon daher wieder in die WG zurück. Leonard nutzt Sheldons Zustand aus, um ihm das Geheimnis zu entlocken. Er beschließt das Problem, das zwischen Penny und ihm steht, aus der Welt zu schaffen, stellt sich dabei aber sehr ungeschickt an und bewirkt daher das genaue Gegenteil. |           |                                |                                     |                      |                                       |                 |                                                                               |
| 19 | 2         | Sex mit der Erzfeindin         | The Codpiece Topology               | 29. Sep. 2008        | 10. Okt. 2009                         | Mark Cendrowski | Bill Prady & Lee Aronsohn Idee: Chuck Lorre                                   |
| Penny hat einen neuen Freund und der sitzen gelassene Leonard beschließt, sich auch einer neuen Beziehung zuzuwenden. Als Leslie Winkle versucht, mit ihm eine „ernsthafte Beziehung“ zu beginnen, geht er daher darauf ein, sehr zum Ärger von Sheldon, der Leslie Winkle nicht leiden kann. Sein Ärger wird noch gesteigert, als Leonard für Leslie und sich Privatsphäre einfordert und er dafür aus der Wohnung verbannt wird. Auch Penny ist nicht wirklich angetan von Leslies Absichten. Schließlich geraten Sheldon und Leslie aber in einen wissenschaftlichen Disput und da Leonard für Sheldons Position Partei ergreift, trennt sie sich wieder von Leonard. |           |                                |                                     |                      |                                       |                 |                                                                               |
| 20 | 3         | Das Conan-Spiel                | The Barbarian Sublimation           | 6. Okt. 2008         | 17. Okt. 2009                         | Mark Cendrowski | Steven Molaro & Eric Kaplan Idee: Nicole Lorre                                |
| Nachdem sie ihre Erfolglosigkeit im wahren Leben erkennt, flüchtet Penny in die virtuelle Realität eines Online-Rollenspiels, auf das sie von Sheldon aufmerksam gemacht wird. Sie wird süchtig nach dem Spiel und vernachlässigt bald ihre körperliche Hygiene. Zudem will sie ständig Tipps von Sheldon, weswegen sie ihn sogar mitten in der Nacht oder auf der Arbeit stört. Leonards Versuch, sie zur Vernunft zu bringen scheitert, so dass Sheldon den Plan fasst, sie über eine Partnerbörse zu verkuppeln. Letztlich ist es aber Howard, der sie ungewollt von ihrer Rollenspielsucht kuriert. |           |                                |                                     |                      |                                       |                 |                                                                               |
| 21 | 4         | Planet Bollywood               | The Griffin Equivalency             | 13. Okt. 2008        | 17. Okt. 2009                         | Mark Cendrowski | Stephen Engel & Tim Doyle Idee: Chuck Lorre & Bill Prady                      |
| Rajesh entdeckt einen neuen Himmelskörper und wird dafür vom People Magazine geehrt. Sheldon weiß dies nicht zu würdigen, im Gegensatz zu den anderen und vor allem Dr. Gablehauser, der sich im Erfolg seines Wissenschaftlers sonnt. Er gibt Rajesh einen Assistenten und ein größeres Büro und Rajesh steigt der Ruhm langsam aber sicher zu Kopf. Seine Freunde erkennen dies und gehen auf Distanz, Penny jedoch, die seine Starallüren nicht bemerkt hat, ist darüber verärgert und hält die anderen für neidisch. Sie geht mit Rajesh auf die Party anlässlich seiner Ehrung, erkennt aber bald wie der Ruhm ihn verändert hat. Als er sie schließlich sogar seinen Eltern großspurig als seine neue Freundin vorstellt, wendet auch sie sich von ihm ab. |           |                                |                                     |                      |                                       |                 |                                                                               |
| 22 | 5         | Homo Novus Automobilis         | The Euclid Alternative              | 20. Okt. 2008        | 24. Okt. 2009                         | Mark Cendrowski | Steven Molaro & Bill Prady Idee: Lee Aronsohn & David Goetsch                 |
| Leonards Arbeitszeiten haben sich geändert, daher kann er Sheldon nicht mehr mit zur Uni nehmen. Da Sheldon sich weigert, den Bus zu nehmen, müssen seine Freunde einspringen und ihn zur Uni fahren. Aber keiner schafft es, ihn als Beifahrer zu ertragen und so überreden seine Freunde ihn, den Führerschein zu machen. Howard installiert ihm eine Fahrsimulator-Software, mit der Sheldon üben soll. Er stellt sich dabei jedoch äußerst ungeschickt an, was er auf seine geistige Überlegenheit und einen evolutionären Vorsprung gegenüber der restlichen Menschheit zurückführt. So bleibt ihm schließlich nichts anderes übrig als vorübergehend in seinem Büro zu übernachten. |           |                                |                                     |                      |                                       |                 |                                                                               |
| 23 | 6         | Das Cooper-Nowitzki-Theorem    | The Cooper-Nowitzki Theorem         | 3. Nov. 2008         | 24. Okt. 2009                         | Mark Cendrowski | Tim Doyle & Richard Rosenstock Idee: Stephen Engel & Daley Haggar             |
| Nach einem Vortrag an der Universität hat Sheldon eine Verehrerin, Ramona Nowitzki, die ihn bei seiner Arbeit unterstützt und fördert. Sie greift immer mehr in Sheldons Alltag ein und übernachtet sogar in der WG, um ihn auf Schritt und Tritt kontrollieren und sicherzustellen zu können, dass er durch nichts von seiner Arbeit abgelenkt wird. Dadurch kommen seine anderweitigen Freuden im Leben immer mehr zu kurz, doch schließlich erzielt er einen wissenschaftlichen Durchbruch. Als Ramona schließlich vorschlägt, das neue Resultat „Cooper-Nowitzki-Theorem“ zu nennen, um ihren Beitrag zu würdigen, wirft Sheldon sie verärgert aus der WG und beendet die seltsame „Beziehung“. |           |                                |                                     |                      |                                       |                 |                                                                               |
| 24 | 7         | Dessous auf der Oberleitung    | The Panty Piñata Polarization       | 10. Nov. 2008        | 31. Okt. 2009                         | Mark Cendrowski | Jennifer Glickman & Steven Molaro Idee: Bill Prady & Tim Doyle                |
| Da Pennys Fernseher defekt ist, sieht sie sich in der WG die Folgen von America’s Next Top Model an. Als Howard und Rajesh erfahren, dass sich das Haus der Models ganz in der Nähe befindet, versuchen sie in der Folge, es mit modernster Technik zu finden. Unterdessen fangen Penny und Sheldon einen Kleinkrieg an, der sich daran entzündet, dass Penny versehentlich Sheldons Essen berührt. In der Folge versuchen beide sich mit immer groteskeren Racheaktionen zu übertrumpfen, bis Leonard beschließt, der Sache ein Ende zu bereiten. Er gibt Penny die Telefonnummer von Sheldons Mutter und diese bringt ihren Sohn dazu, sich zu entschuldigen und den Kleinkrieg zu beenden. |           |                                |                                     |                      |                                       |                 |                                                                               |
| 25 | 8         | Stein, Schere, Spock           | The Lizard-Spock Expansion          | 17. Nov. 2008        | 31. Okt. 2009                         | Mark Cendrowski | Jennifer Glickman & David Goetsch Idee: Bill Prady                            |
| Howard gelingt es, eine Frau, Stephanie Barnett, ins Kontrollzentrum des Mars Rovers zu bringen. Bei dieser Aktion geht der Rover verloren und Howard vernichtet alle Aufzeichnungen, damit man ihm nichts nachweisen kann – was sich am Ende aber als voreilige Entscheidung erweist. Die enttäuschte Stephanie findet Gefallen an Leonard und beginnt eine Beziehung mit ihm. Howard kündigt daraufhin Leonard die Freundschaft und redet nicht mehr mit Stephanie, wird aber wieder versöhnlich, als sie ihn mit ihrer Mitbewohnerin bekannt macht. Rajesh und Sheldon versuchen unterdessen Meinungsverschiedenheiten mittels „Stein, Schere, Papier, Echse, Spock“, was im Gegensatz zum klassischen „Schere, Stein, Papier“ nur selten unentschieden ausgehen soll, zu lösen. Da sie immer nur „Spock“ wählen, geht der Plan aber nicht auf.                                                                                                 |           |                                |                                     |                      |                                       |                 |                                                                               |
| 26 | 9         | Unflotter Dreier               | The White Asparagus Triangulation   | 24. Nov. 2008        | 7. Nov. 2009                          | Mark Cendrowski | Stephen Engel & Richard Rosenstock Molaro Idee: David Goetsch & Steven Molaro |
| Sheldon versucht mit allen Mitteln zu erreichen, dass Leonard und seine neue Freundin Stephanie längerfristig zusammen bleiben, denn im Gegensatz zu Penny hält er sie für eine würdige Freundin für seinen Mitbewohner und für eine Bereicherung seines eigenen Freundeskreises. Er befürchtet, Leonard könnte die Beziehung ruinieren und will ihm daher bei jeder Gelegenheit unter die Arme greifen, jedoch empfinden beide ihn nur als störend. Da Sheldon kein Experte für Romantik ist, richtet er insgesamt mehr Schaden an als dass er etwas Sinnvolles damit erreicht. Am Ende willigt Stephanie aber trotz allem in Leonards Beziehungsanfrage auf Facebook ein, die in Wirklichkeit von Sheldon kam, der Leonards Account gehackt hatte. |           |                                |                                     |                      |                                       |                 |                                                                               |
| 27 | 10        | Kleines Gesäß mit Honig        | The Vartabedian Conundrum           | 8. Dez. 2008         | 7. Nov. 2009                          | Mark Cendrowski | Richard Rosenstock & Bill Prady Idee: Steven Molaro & Chuck Lorre             |
| Sheldon hört ständig einen hohen Ton und befürchtet deshalb, einen Tumor im Kopf zu haben. Daher geht er Leonards Freundin Stephanie auf die Nerven und bittet sie um ständig neue Untersuchungen. Um ihn loszuwerden behauptet sie, er habe eine Kehlkopfentzündung und dürfe für einige Tage nicht sprechen, worauf Sheldon tatsächlich hereinfällt. Penny macht Leonard unterdessen klar, dass Stephanie praktisch bei den beiden eingezogen ist und beginnt sich dort und in Leonards Leben allgemein auszubreiten. Leonard bemerkt, dass ihm das etwas schnell geht und er sich damit nicht wohlfühlt, doch jeden Versuch, etwas Zeit für sich zu gewinnen, erstickt Stephanie mit den Waffen einer Frau. |           |                                |                                     |                      |                                       |                 |                                                                               |
| 28 | 11        | Die Geschenk-Hypothese         | The Bath Item Gift Hypothesis       | 15. Dez. 2008        | 14. Nov. 2009                         | Mark Cendrowski | Eric Kaplan & Stephen Engel Idee: Richard Rosenstock & Bill Prady             |
| Sheldon erfährt, dass er von Penny ein Weihnachtsgeschenk bekommen wird, und steht daher vor dem Problem, auch ein geeignetes Geschenk für sie zu finden. Er fasst den Plan, vergleichbare Artikel in verschiedenen Größen zu kaufen, um ihr auf jeden Fall einen gleichwertigen Artikel zum Gegengeschenk machen zu können, nachdem er den Wert ihres Geschenks recherchiert hat. Leonard, der wieder solo und immer noch in Penny verliebt ist, muss währenddessen mit ansehen, wie sie eine Beziehung mit David Underhill, einem Physikerkollegen und Gewinner des „MacArthur Genius Grant“, anfängt. Sie muss aber bald erkennen, dass er ein untreuer Frauenheld ist, und trennt sich wieder von ihm. Zum Schluss bekommt Sheldon von Penny ein Weihnachtsgeschenk, das seine komplette vorherige Planung für ein Gegengeschenk über den Haufen wirft.                                                                                        |           |                                |                                     |                      |                                       |                 |                                                                               |
| 29 | 12        | Monte, der Roboter             | The Killer Robot Instability        | 12. Jan. 2009        | 14. Nov. 2009                         | Mark Cendrowski | Daley Haggar & Steven Molaro Idee: Richard Rosenstock & Bill Prady            |
| Nach einem seiner zahlreichen Flirtversuche verweist Penny Howard überdeutlich in seine Schranken. Dies verletzt ihn so sehr, dass er sich in sein Zimmer verkriecht und nicht einmal mehr seinen Freunden hilft, die sich auf ein Roboterkampf-Turnier vorbereiten. Penny entschuldigt sich auf Leonards Bitte hin bei Howard und dieser erzählt ihr seine Lebensgeschichte. Sie zeigt zum ersten Mal Verständnis für sein Verhalten, was Howard aber mit für ihn unangenehmen Folgen fehlinterpretiert. Das Team, insbesondere Sheldon, lässt sich unterdessen von Barry Kripke zu einem Roboter-Zweikampf provozieren. Sie müssen dabei schmerzlich erfahren, dass ihr Roboter weit davon entfernt ist, unbesiegbar zu sein – und dass Arroganz im Vorfeld nicht gerade hilfreich ist. |           |                                |                                     |                      |                                       |                 |                                                                               |
| 30 | 13        | Der Freundschafts-Algorithmus  | The Friendship Algorithm            | 19. Jan. 2009        | 21. Nov. 2009                         | Mark Cendrowski | Chuck Lorre & Steven Molaro Idee: Bill Prady & Richard Rosenstock             |
| Um seine Forschung vorantreiben zu können, braucht Sheldon den Open Science Grid Computer, der von Barry Kripke verwaltet wird. Als er erfährt, dass Kripke angeblich bevorzugt seine Freunde das Grid benutzen lässt, versucht Sheldon mit Kripke Freundschaft zu schließen. Da ihm dies anfangs nicht so recht gelingen will, beginnt er Studien über das Wesen der Freundschaft und generiert schließlich aus einem Kinderbuch den perfekten Algorithmus, um Freundschaft zu schließen. Schließlich zeigen seine Bemühungen Erfolg, als sich aber herausstellt, dass Kripke gar keinen Einfluss auf die Zuteilung der Rechenzeit hat, beendet Sheldon die neue Freundschaft wieder. |           |                                |                                     |                      |                                       |                 |                                                                               |
| 31 | 14        | In der Kreditklemme            | The Financial Permeability          | 2. Feb. 2009         | 21. Nov. 2009                         | Mark Cendrowski | Richard Rosenstock & Eric Kaplan Idee: Chuck Lorre & Steven Molaro            |
| Da Penny mit einigen Rechnungen in Verzug ist, beschließt Sheldon, ihr Geld zu leihen. Er sieht darin überhaupt kein Problem und erwartet gar keine baldige Rückzahlung, da er das Geld ohnehin nicht braucht. Penny hingegen ist fortan stets angespannt und glaubt hinter harmlosen Aussagen von Sheldon, versteckte Anspielungen herauszuhören, dass sie das Geld zurückzahlen solle. Leonard macht zusammen mit Penny eine Bestandsaufnahme ihrer finanziellen Lage und stellt fest, dass ein erheblicher Anteil des Geldmangels davon herrührt, dass sie Kurts (Pennys Ex-Freund) Strafzettel bezahlt hat. Er beschließt, dieses Geld mit Hilfe der anderen von ihm wieder einzutreiben, dieser zeigt sich aber von Leonard und seinen Freunden wenig beeindruckt. |           |                                |                                     |                      |                                       |                 |                                                                               |
| 32 | 15        | Die Streichelmaschine          | The Maternal Capacitance            | 9. Feb. 2009         | 28. Nov. 2009                         | Mark Cendrowski | Richard Rosenstock & Steven Molaro Idee: Chuck Lorre & Bill Prady             |
| Leonards Mutter Beverly, eine Koryphäe auf dem Gebiet der Psychoanalyse, kommt zu Besuch. Sie und Leonard sind einander entfremdet, da Beverly gefühlskalt ist und Leonard sich von ihr nicht geliebt und anerkannt fühlt. Auch Pennys Begegnung mit Leonards Mutter ist für sie wenig erfreulich, da sie Penny ein Gespräch über deren schwieriges Verhältnis zu ihrem Vater und unangenehme Kindheitserinnerungen aufzwingt. Hingegen entdeckt Sheldon mit Beverly eine Seelenverwandtschaft und die beiden verbringen Zeit miteinander. Währenddessen betrinken sich Leonard und Penny aus Frust über die Anwesenheit der gefühllosen Mutter, woraufhin sie sich näherkommen. |           |                                |                                     |                      |                                       |                 |                                                                               |
| 33 | 16        | Die Kissen-Katastrophe         | The Cushion Saturation              | 2. März 2009         | 28. Nov. 2009                         | Mark Cendrowski | Bill Prady & Lee Aronsohn Idee: Chuck Lorre                                   |
| Nach einem Paintball-Turnier einiger Fakultäten von Leonard und Sheldons Universität beginnen Leslie Winkle und Howard eine Affäre. Für Howard erweist diese sich als vorteilhaft, da sie über zusätzliches Budget verfügt und ihm ein von ihm gewünschtes Gerät beschaffen kann. Zudem ermöglicht sie ihm eine Reise zum CERN, erwartet dafür aber von Howard eine Gegenleistung und macht dabei deutlich, dass sie keineswegs eine „normale“ Beziehung mit ihm führen will. Unterdessen kommt Penny in eine missliche Lage: Sie hat aus Versehen mit einem der Paintballgewehre das Kissen von Sheldons Lieblingsplatz auf der Couch mit Farbe verdreckt. Für Sheldon bricht eine Welt zusammen, da er auf keinem anderen Platz sitzen möchte. Solange das Kissen aber in der Reinigung ist, bleibt ihm nichts anderes übrig als mit der Situation zurechtzukommen. Am Ende rächt er sich aber während eines erneuten Paintball-Spiels an Penny. |           |                                |                                     |                      |                                       |                 |                                                                               |
| 34 | 17        | Das Placebo-Bier               | The Terminator Decoupling           | 9. März 2009         | 5. Dez. 2009                          | Mark Cendrowski | Tim Doyle & Stephen Engel Idee: Bill Prady & Dave Goetsch                     |
| Sheldon möchte mit seinen Freunden eine Physikfachkonferenz in San Francisco besuchen, um seine Forschungsergebnisse zu präsentieren. Aufgrund Sheldons Leidenschaft für Eisenbahnen wird zum Ärger der anderen eine Zugfahrt angetreten. Im Waggon flirten Rajesh (der versehentlich alkoholfreies Bier trinkt, dies aber erst nicht bemerkt und daher nicht von seinem üblichen Problem mit Frauen gehemmt ist), Howard und Leonard erfolglos mit der Schauspielerin Summer Glau, während Sheldon verzweifelt versucht, Penny dazu zu bringen, ihm seine Forschungsergebnisse, die er zuhause vergaß, per Mail zuzuschicken. Am Ende der Folge trifft Sheldon auf der Konferenz den Nobelpreisträger George Smoot, der aber seinen Enthusiasmus für eine gemeinsame Arbeit nicht teilt. |           |                                |                                     |                      |                                       |                 |                                                                               |
| 35 | 18        | Business im Wohnzimmer         | The Work Song Nanocluster           | 16. März 2009        | 5. Dez. 2009                          | Peter Chakos    | Dave Goetsch & Richard Rosenstock Idee: Bill Prady & Lee Aronsohn             |
| Penny sieht eine neue Karriere als Haarspangenfabrikantin. Als sie Sheldon von ihrer neuen Einnahmequelle erzählt, macht er ihr schnell klar, wie wenig profitabel ihre Herangehensweise ist und hat natürlich sofort Verbesserungsvorschläge. Es dauert nicht lange, bis auch Leonard, Rajesh und Howard an der Optimierung der Herstellung mitwirken. Dank der von Leonard eingerichteten Webseite zur Online-Bestellung des Schmucks geht kurz danach schon die erste Großbestellung ein, welche die fünf nun binnen 24 Stunden ausliefern müssen, da Leonard so leichtsinnig war, auf der Webseite die Möglichkeit einer Express-Lieferung anzubieten. Als Sheldon müde wird und aufhören will, überredet Penny ihn, zum ersten Mal in seinem Leben Kaffee zu trinken, was sich aber als kontraproduktiv erweist, da der völlig aufgekratzte Sheldon erst recht keine Hilfe ist.                                                               |           |                                |                                     |                      |                                       |                 |                                                                               |
| 36 | 19        | Der Kampf der Bienenköniginnen | The Dead Hooker Juxtaposition       | 30. März 2009        | 12. Dez. 2009                         | Mark Cendrowski | Steven Molaro                                                                 |
| Sheldon ist schockiert, als er erfährt, dass eine Wohnung im Haus frei wird, denn das bedeutet eine Veränderung. Howard fasst zu Pennys Entsetzen den Plan, dort einzuziehen, nach einem Streit mit seiner Mutter gibt er das Vorhaben aber wieder auf. Als dann schließlich die neue Nachbarin Alicia, wie Penny eine attraktive junge Schauspielerin, einzieht, erkennt Penny darin eine Konkurrentin – denn Alicia ist nicht nur als Schauspielerin viel erfolgreicher, sie schafft es zudem geschickt, die Jungs um den Finger zu wickeln. Insbesondere Leonard ist von der neuen Nachbarin angetan und tut ihr jeden erbetenen Gefallen, während er von Penny trotz ihrer Bemühungen, die Aufmerksamkeit wieder auf sich zu lenken, keine Notiz mehr nimmt. Schließlich spricht sie Alicia auf ihr Verhalten den Jungs gegenüber an, wird dabei aber von der uneinsichtigen Alicia beleidigt und es kommt zum Kampf zwischen den beiden.      |           |                                |                                     |                      |                                       |                 |                                                                               |
| 37 | 20        | Der Wolowitz-Koeffizient       | The Hofstadter Isotope              | 13. Apr. 2009        | 12. Dez. 2009                         | Mark Cendrowski | David Goetsch                                                                 |
| Leonard, Rajesh und Howard haben beschlossen, von der üblichen Donnerstags-Routine abzuweichen und einmal etwas anderes zu tun. Sie können sich aber mit Sheldon nur auf einen Besuch im Comicbuchladen einigen. Penny braucht einen Comic für den Geburtstag ihres Neffen und begleitet sie dorthin. Im Laden flirtet sie mit dem künstlerisch begabten Verkäufer Stuart und verabredet sich mit ihm. Leonard fühlt sich schlecht, da er sich Stuart ebenbürtig fühlt und bittet Howard (der mal wieder kräftig mit seinem angeblichen Erfolg bei Frauen angegeben hat), ihn in eine Bar mitzunehmen, um dort Frauen kennenzulernen. Zusammen mit Rajesh suchen die beiden eine Bar auf – ohne den angestrebten Erfolg. Doch auch Pennys Date mit Stuart verläuft dank Sheldon, der Stuart in eine Fachdiskussion über Comics verwickelt, nicht so wie geplant.                                                                                   |           |                                |                                     |                      |                                       |                 |                                                                               |
| 38 | 21        | Die Las-Vegas-Kur              | The Vegas Renormalization           | 27. Apr. 2009        | 19. Dez. 2009                         | Mark Cendrowski | Steven Molaro Idee: Jessica Ambrosetti, Nicole Lorre & Andrew Roth            |
| Howard ist deprimiert, da Leslie die Affäre mit ihm beendet hat. Um etwas Aufmunterung zu finden, schlägt Sheldon vor, nach Las Vegas zu fahren. Leonard, Rajesh und Howard sind begeistert von der Idee, Sheldon bleibt jedoch zu Hause und freut sich darauf, die Wohnung für sich zu haben und von niemandem gestört zu werden. Er sperrt sich aber aus der Wohnung aus, Penny hat den Reserveschlüssel nicht mehr und der Hausverwalter kann erst am nächsten Tag kommen. So muss er den Abend bei Penny verbringen und übernachtet schließlich in ihrem Bett, da ihr Sofa für ihn zu klein ist. Währenddessen verkriecht Howard sich in Las Vegas im Hotelzimmer und trauert der Beziehung mit Leslie nach. Um ihn aufzumuntern, buchen Rajesh und Leonard für ihn eine Prostituierte, die sich als Jüdin ausgeben und ihn verführen soll. Howard durchschaut sie, nimmt das Geschenk seiner Freunde aber dennoch an.                         |           |                                |                                     |                      |                                       |                 |                                                                               |
| 39 | 22        | Die Weltraumtoilette           | The Classified Materials Turbulence | 4. Mai 2009          | 19. Dez. 2009                         | Mark Cendrowski | Bill Prady & Steven Molaro Idee: Chuck Lorre & Lee Aronsohn                   |
| Howard ist voller Stolz über die von ihm konstruierte Toilette für die Internationale Raumstation, die gerade mit dem Space Shuttle an seinen Bestimmungsort gebracht wird, während die anderen ihn permanent damit aufziehen. Zudem bemerkt Howard noch einen Konstruktionsfehler, der die Toilette bald funktionsunfähig machen wird. Er versucht umgehend, mithilfe seiner Freunde eine technische Lösung des Problems zu finden, schafft es aber nicht rechtzeitig. Sowohl Penny als auch Stuart bitten Leonard unterdessen um Hilfe für ihr nächstes Date, dieser will jedoch nicht helfen und versucht, die sich anbahnende Beziehung mit vermeintlich falschen Ratschlägen zu sabotieren. |           |                                |                                     |                      |                                       |                 |                                                                               |
| 40 | 23        | Drei Monate im Eis             | The Monopolar Expedition            | 11. Mai 2009         | 19. Dez. 2009                         | Mark Cendrowski | Eric Kaplan & Richard Rosenstock                                              |
| Sheldon bekommt ein Angebot für eine dreimonatige Expedition zum magnetischen Nordpol, die eine wissenschaftliche Sensation zur Folge haben könnte, und überredet Leonard, Rajesh und Howard, ihn zu begleiten. Während Sheldon sich auf die bevorstehende Expedition freut und für das Team Trainingseinheiten anordnet (u. a. im Kühlraum der Cheesecake Factory), weckt der Abschied von Penny bei Leonard Zweifel, ob er sie für drei Monate verlassen kann, da er das Gefühl hat, dass Penny darüber unglücklich wäre. Auch Rajeshs Eltern und Howards Mutter sind wenig begeistert, dennoch brechen am Ende alle vier zu der Reise auf und richten sich am Nordpol häuslich ein. |           |                                |                                     |                      |                                       |                 |                                                                               |

## DVD-Veröffentlichung
In den Vereinigten Staaten wurde die DVD zur zweiten Staffel am 15. September 2009 veröffentlicht. Im Vereinigten Königreich bzw. in Deutschland ist die DVD zur zweiten Staffel seit dem 19. Oktober 2009 bzw. seit dem 24. September 2010 erhältlich.